# Laccophilus cingulatus
Laccophilus cingulatus är en skalbaggsart som beskrevs av Sharp 1882. Laccophilus cingulatus ingår i släktet Laccophilus och familjen dykare. Inga underarter finns listade i Catalogue of Life.